# Kanister

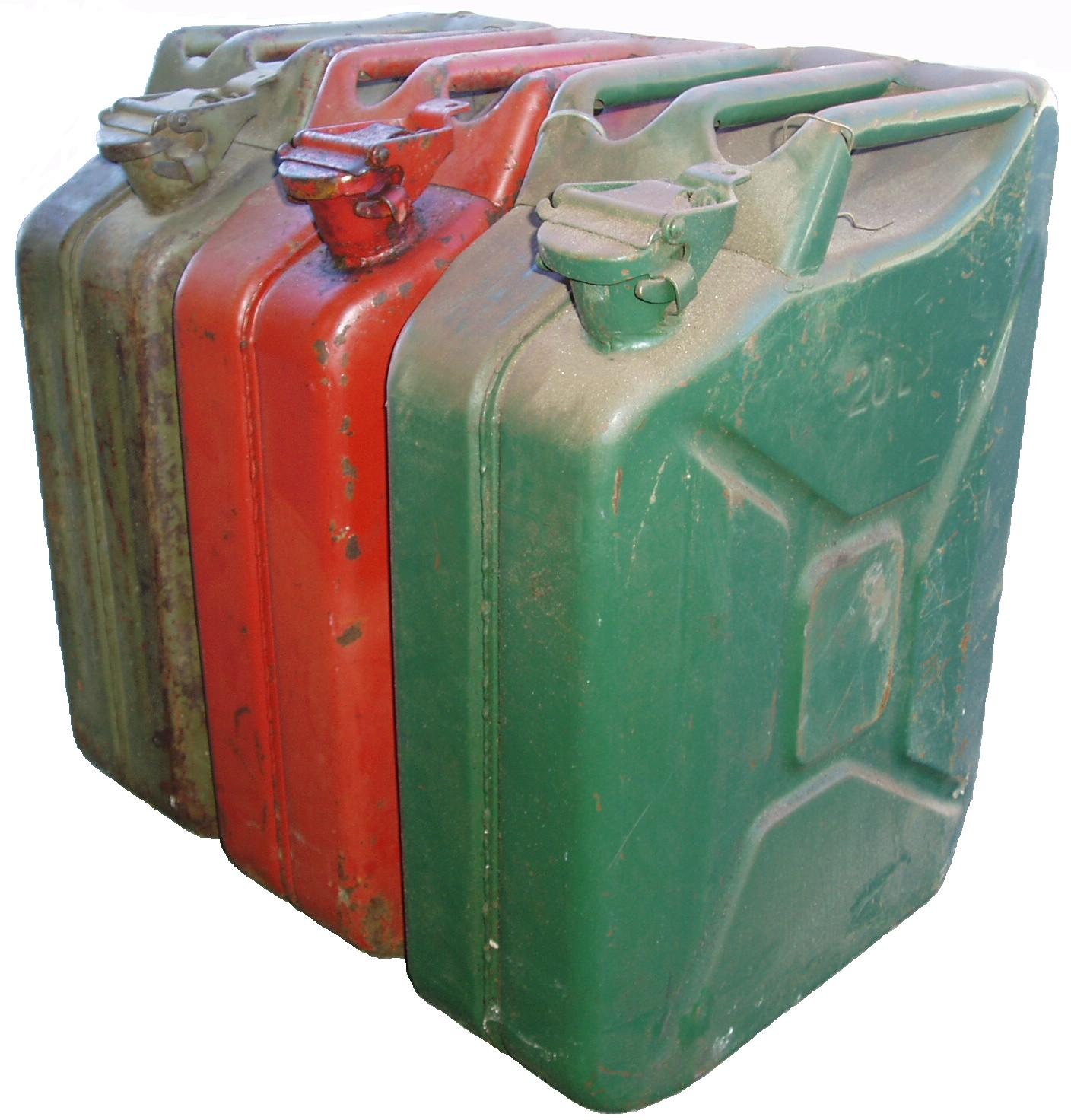
Trzy kanistry

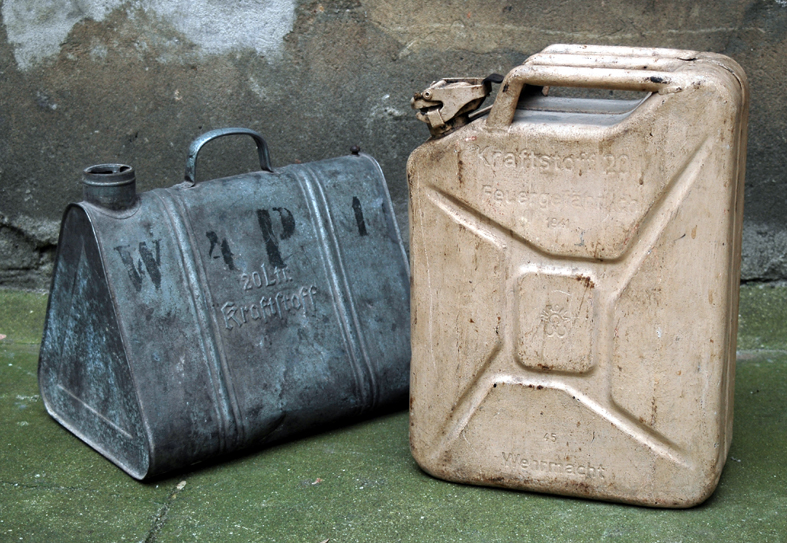
Wehrmacht-Einheitskanister (1941, produkcji firmy Nirona)

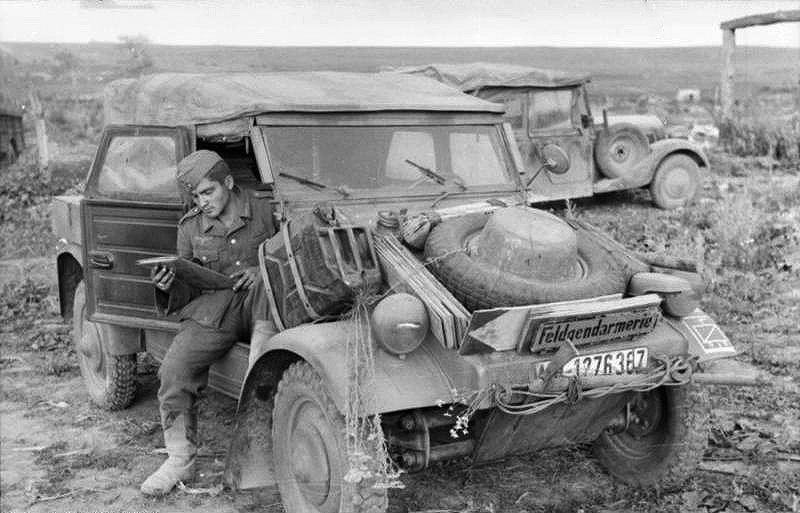
Wehrmacht-Einheitskanister (1943, Rosja)

Kanister (niepoprawnie: karnister) – przenośny, najczęściej metalowy, czasem plastikowy, zbiornik służący do przewożenia i czasowego przechowywania cieczy (zwykle benzyny lub innych płynów ropopochodnych, ale też wody).
Najpopularniejszy model kanistra został opracowany w Niemczech w latach 30. XX wieku i rozpowszechnił się w czasie II wojny światowej.